# Campeonato Mundial Femenino de Ajedrez 1937 (Menchik-Graf)
El 7º Campeonato mundial femenino de ajedrez tuvo lugar  en Semmering. Este enfrentó nuevamente a la campeona del Mundo Vera Menchik contra Sonja Graf, quien había retado a Menchik en la edición de 1934. Como aquella vez, Menchik defendió su título en un encuentro a 16 partidas.
| Jugadora     | 1 | 2 | 3 | 4 | 5 | 6 | 7 | 8 | 9 | 10 | 11 | 12 | 13 | 14 | 15 | 16 | Total |
| ------------ | - | - | - | - | - | - | - | - | - | -- | -- | -- | -- | -- | -- | -- | ----- |
| Vera Menchik | ½ | 1 | ½ | 1 | 1 | 1 | 0 | 1 | ½ | 1  | 0  | 1  | 1  | 1  | ½  | ½  | 11½   |
| Sonja Graf   | ½ | 0 | ½ | 0 | 0 | 0 | 1 | 0 | ½ | 0  | 1  | 0  | 0  | 0  | ½  | ½  | 4½    |